# Semomesia geometrica
Semomesia geometrica är en fjärilsart som beskrevs av Hans Ferdinand Emil Julius Stichel 1915. Semomesia geometrica ingår i släktet Semomesia och familjen Riodinidae. Inga underarter finns listade i Catalogue of Life.